# Tavi cankó
A tavi cankó (Tringa stagnatilis) a madarak osztályának lilealakúak (Charadriiformes) rendjébe, ezen belül a szalonkafélék (Scolopacidae) családjába tartozó faj.

## Rendszerezése
A fajt Johann Matthäus Bechstein német természettudós írta le 1803-ban, a Totanus nembe Totanus stagnatilis néven.

## Előfordulása
Kelet-Európában és Közép-Ázsiában költ, ősszel délre vonul, eljut Afrikába, Indiába és Ausztráliába is. Természetes élőhelyei a mocsarak, tavak, folyók és patakok, valamint szikes lagúnák és tengerpartok.

### Kárpát-medencei előfordulása
Magyarországon rendszeres vendég, kisszámú átvonuló április-május és július-szeptember hónapokban, de gyakran átnyaral. Régebben rendszeresen költött néhány helyen.

## Megjelenése
Testhossza 22–24 centiméter, szárnyfesztávolsága 55–59 centiméteres, testtömege 50–85 gramm. Karcsú, hosszú lábú fajta. Csőre vékony és egyenes. Szárnyai sötétek, homloka és a torka fehér. Lábai olajzöldek. Nyugalmi tollruhája világosabb.
|  |  |

## Életmódja
A vízből szerzi rovarokból, rákokból és férgek álló táplálékát.

## Szaporodása
A hímek nászrepüléssel csábítják a tojókat. Tavak, mocsarak partján az alacsony fűbe rakja fészkét. A fészkelési időszak május közepétől június derekáig tart. Fészekalja 3-4 tojásból áll.
|  |

## Természetvédelmi helyzete
Az elterjedési területe rendkívül nagy, egyedszáma ugyan csökken, de még nem éri el a kritikus szintet. A Természetvédelmi Világszövetség Vörös listáján nem fenyegetett fajként szerepel.  Magyarországon fokozottan védett, természetvédelmi értéke 250 000 Ft.